# 매봉산 (구로구)
매봉산(每奉山)은 대한민국 서울특별시 구로구 개봉1동과 양천구의 경계에 있는 산으로서, 매봉산은 구로구에 위치한 대표적인 산으로, 높이는 108 m이고 청룡산으로도 불린다. 구로구 개봉1동, 오류1동, 수궁동, 양천구 신정3동까지 이어져 있다.

## 위치
매봉산 정상에는 정상 표시물인 삼각점 두 곳이 있다. 간이 쉼터가 있는 직사각형 공터로서 매봉초등학교 서쪽에 위치한다. 매봉산은 나지막한 동네 산으로 지역 주민들의 휴식처이자 등산 및 걷기 운동 장소로 활용되고 있다. 등산로 주변에는 생태 환경 학습장을 비롯하여 약수터와 배드민턴장·체력 단련장 등의 운동 시설이 곳곳에 설치되어 있다.
매봉산은 아기자기한 숲길로 유명하다. 오류동역에서 가까우며, 궁동터널이 지나는 산이기도 하다. 인근에 있는 안양천은 현재 3급수까지 회복된 하천으로 안양천 둔치에는 각종 운동시설이 구비되었으며 메밀꽃, 유채꽃, 꽃창포 등 각종 꽃길도 열려 주민들의 산책 및 휴식 공간으로 사랑받고 있다.

## 전해오는 이야기
구로(九老)라는 이름은 ‘옛날 이 지역에 아홉 노인이 오래 살았다’해서 붙여진 이름이다. 삼국시대에는 본래 백제의 영토였으나 고구려의 장수왕이 남하해 잉벌노현(仍伐奴縣: 지금의 시흥시와 광명시 지역), 율목군(栗木郡: 지금의 과천시), 장항구현(獐項口縣 또는 古斯也沕欠: 지금의 안산지역)을 설치했다.
통일신라의 신문왕이 9주제(九州制)를 정비하면서 이지역은 한산주(漢山州)에 속했다. 고려시대에는 경기 10현 중의 하나인 수주현(樹州縣)이었다. 조선시대에는 금천현, 과천현, 금과현(衿果縣), 금양현(衿陽縣), 시흥현 등으로 편입되었다. 영등포구에 속해 있다가 1980년 4월1일 구로구로 나눠졌다.
매봉산은 개웅산과 함께 개봉동 동명의 유래가 된 산으로, 개웅산의 '개'자와 매봉산의 '봉'자가 합쳐져 지금의 개봉동이 된 것이라고 한다.

## 주변환경
매봉산에는 소나무, 참나무 등의 식생과 생태연못, 운동시설 등이 잘 갖춰져 있고 매봉산 일대에는 총 면적 8만 7903 m2의 온수 잣절공원이 조성돼 약수터, 생태연못, 생태습지원, 자연학습장, 전통정자, 파고라 등이 설치돼 있다.

## 같이 보기
- 개웅산
- 수도권 전철 1호선 오류동역
- 서울 지하철 7호선 천왕역